# 立陶宛自由战士联盟
立陶宛自由战士联盟又叫立陶宛自由斗争运动，是立陶宛游击队创建的抵抗组织，他们曾在二战结束后对苏联發動游击战。1949年2月10日，所有游击队指挥官聚集在舒什韦河河畔召开会议。约纳斯·热迈蒂斯被选为联盟主管委员会主席。2月16日，联盟在立陶宛獨立法案签署31周年纪念日这天发表宣言，称联盟才是立陶宛的最高政治和军事機構。至1953年，立陶宛自由战士联盟与其发动的游击战争已被苏联安全部门镇压。1996年，在国家于1990年重获独立后，立陶宛议会承认立陶宛自由战士联盟于1949年2月16日发布的宣言，并承认热迈蒂斯是立陶宛总统。